# Retinol
Retinol (akseroftol), C20H29OH – organiczny związek chemiczny, alkohol nienasycony zaliczany do grupy karotenoidów, wraz z innymi retinoidami pełni funkcję witaminy A. Po raz pierwszy został wyodrębniony w 1931 roku.
Powstaje w wątrobie z β-karotenu (prowitamina A). Jest wrażliwy na światło. W siatkówce oka utlenia się do aldehydu – retinalu, który uczestniczy w procesie widzenia. Ponadto retinol jest niezbędny do prawidłowego wzrostu organizmu, a także utrzymania odpowiedniego stanu naskórka oraz błon śluzowych.
W pożywieniu występuje głównie w: tranie, maśle, żółtku jaj, marchwi, owocach cytrusowych oraz zielonych warzywach.